# Гільєрмо Флорес Авенданьо
Гільєрмо Флорес Авенданьо (ісп. Guillermo Flores Avendaño; 17 червня 1894 — 1 липня 1982) — гватемальський політичний діяч.

## Політична кар'єра
4 жовтня 1957 року Конституційні збори призначили його на пост президента республіки. Вступив на посаду 27 жовтня. 2 березня наступного року передав владу новообраному президенту Мігелю Ідігорасу Фуентесу. Останній надав йому посаду міністра оборони.